# East Layton
East Layton is een civil parish in het bestuurlijke gebied Richmondshire, in het Engelse graafschap North Yorkshire.